# Hieracium mixopolium
Hieracium mixopolium là một loài thực vật có hoa trong họ Cúc. Loài này được (Dahlst.) Norrl. mô tả khoa học đầu tiên năm 1906.